# Friedrich Gottlieb Michaelis
Friedrich Gottlieb Michaelis (* 1726 in Bernstein; † 3. Juli 1781 in Berlin) war ein preußischer Minister.

## Leben
Friedrich Gottlieb war ein Sohn des Apothekers und Bürgermeisters Ägidius Friedrich Michaelis in Bernstein (1688–1755) und der Dorothea Luise Brock (1707–1785). Er besuchte das Joachimsthalsche Gymnasium und studierte seit 1743 in Frankfurt/Oder. Hiernach war er Hofmeister des jungen Herrn von Wilmersdorf. Als Regimentsquartiermeister im Regiment Buddenbrock gelangte er nach Schlesien, wo er 1759 Steuerrat in Liegnitz und anschließend Kriegs- und Domänenrat in Breslau wurde. Im Jahre 1767 avancierte er zum ersten Direktor der kurmärkischen Kriegs- und Domänenkammer, 1776 weiter zum Finanzrat im Generaldirektorium und schließlich 1779 zum Minister mit der Zuständigkeit für das kurmärkische Provinzialdepartement der Zentralbehörde. Er stand weiterhin der gesamten Salz- und als Generalpostmeister der Postverwaltung in Preußen vor.